# Българско училище „Родна Реч“ (Цюрих)
Българското училище „Родна Реч“ е училище на българската общност в град Цюрих, Швейцария. Създадено е през 2004 г. От 2018 г. то има филиал в град Цуг.

## История
Училището е основано към сдружение „Родна реч“. Отваря врати на 3 март 2004 г., като първоначално се обучават 8 деца.  То е създадено с помощта на Маргарита Кусева, основателка на българското дружество „Родна реч“ в Цюрих и потомка на българския духовник и общественик от Македония – Методий Кусев.

## Ученици
Брой на учениците през учебните години:
- 8 – учебна 2004/2005 г.[1]
- 20 – учебна 2011/2012 г.[2]
- 53 – учебна 2018/2019 г.[3][4]